# David Katoatau
David Katoatau (* 17. Juli 1984 auf Nonouti) ist ein kiribatischer Gewichtheber.

## Karriere
David Katoatau nahm als Fahnenträger seines Landes an den Olympischen Sommerspielen 2008 teil, wobei er den fünfzehnten Rang in der Kategorie bis 85 kg mit 313 kg erringen konnte. Bei der Weltmeisterschaft 2007 wurde er 37. in der Gewichtsklasse bis 85 kg mit 281 kg. Bei den Ozeanienmeisterschaften 2006 wurde er Dritter und 2007 Erster.
Bei den Commonwealth Games 2014 in Glasgow gewann er in der Gewichtsklasse bis 105 Kilogramm mit insgesamt 348 Kilogramm beim Reißen und Stoßen das erste Gold in der Sportgeschichte Kiribatis.
Sein Bruder Ruben ist ebenfalls Gewichtheber und nahm an den Olympischen Spielen 2020 teil. 